# Yoni
Yoni er sanskrit for kvindens kønsorganer og kan oversættes til vulva, vagina eller livmoder.